# Euphorbia ammak
Euphorbia ammak là một loài thực vật thuộc họ Euphorbiaceae. Loài này có ở Ả Rập Xê Út và Yemen.

## Hình ảnh

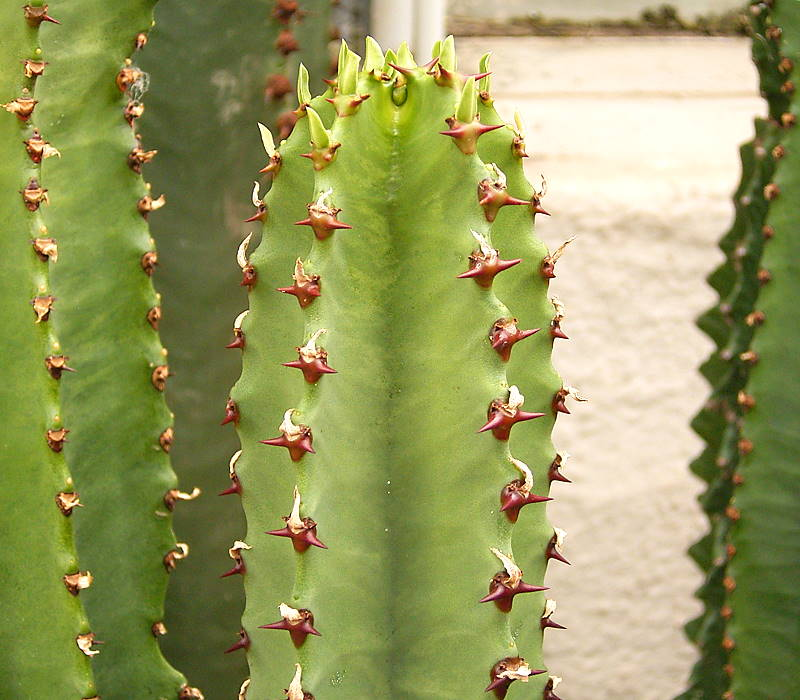
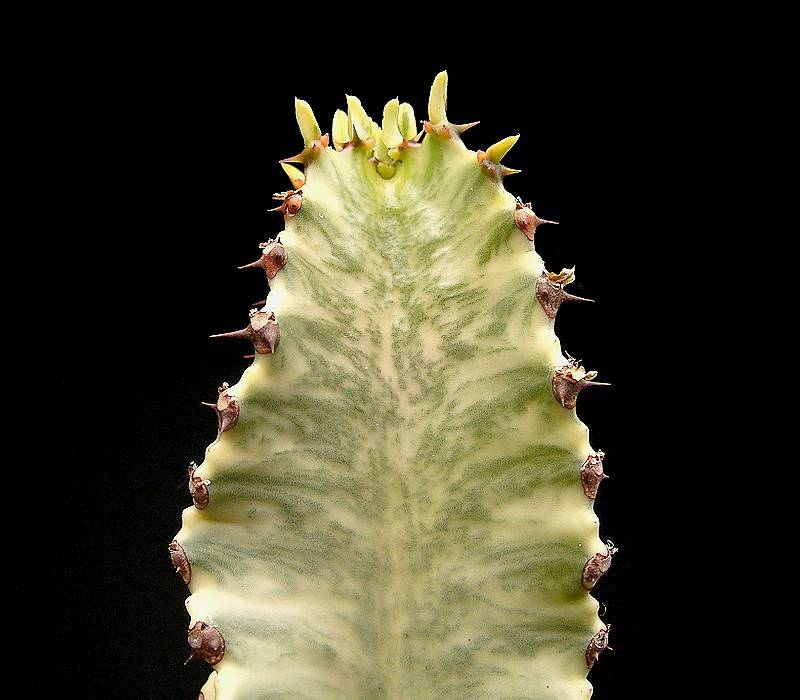
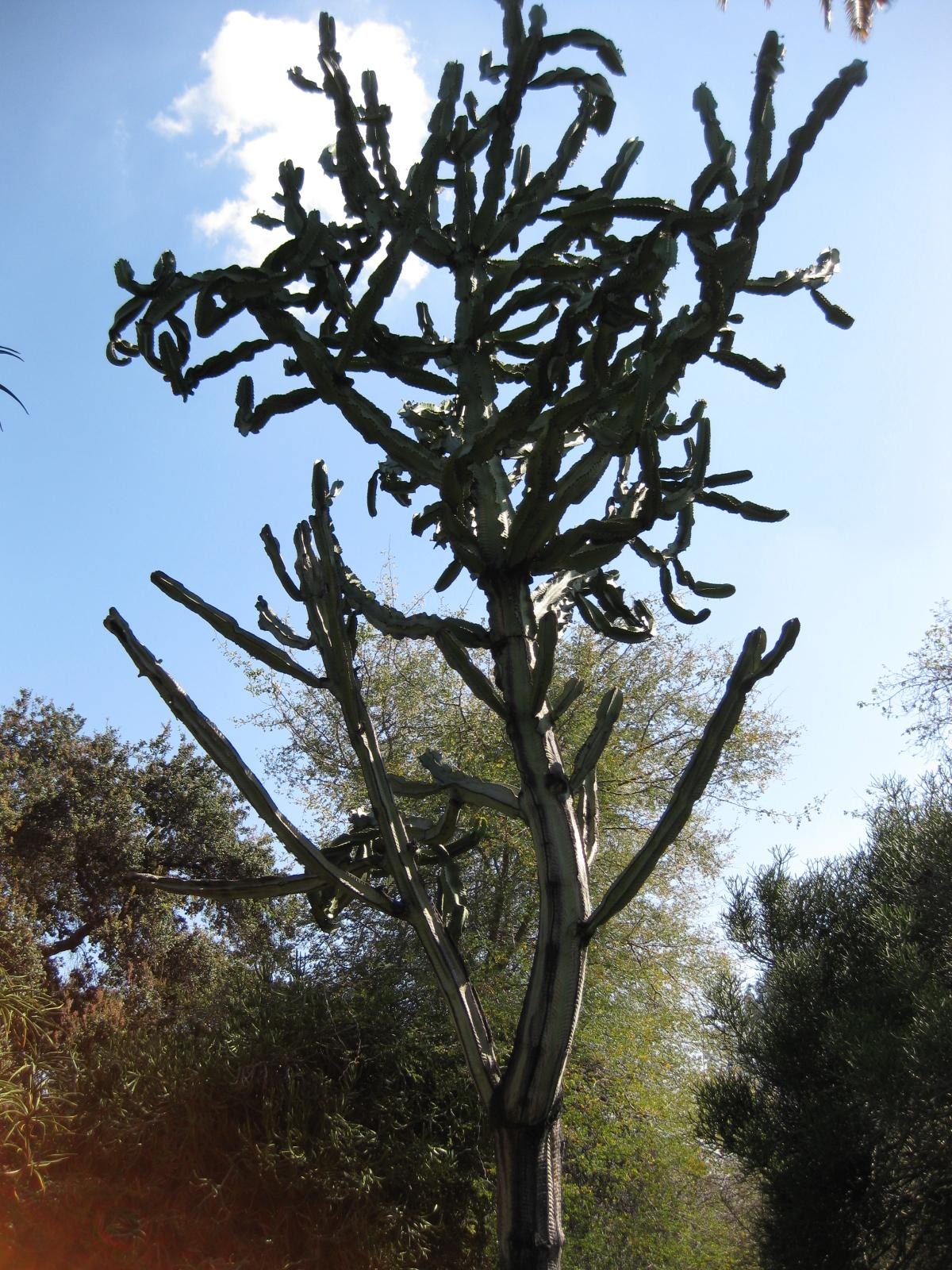
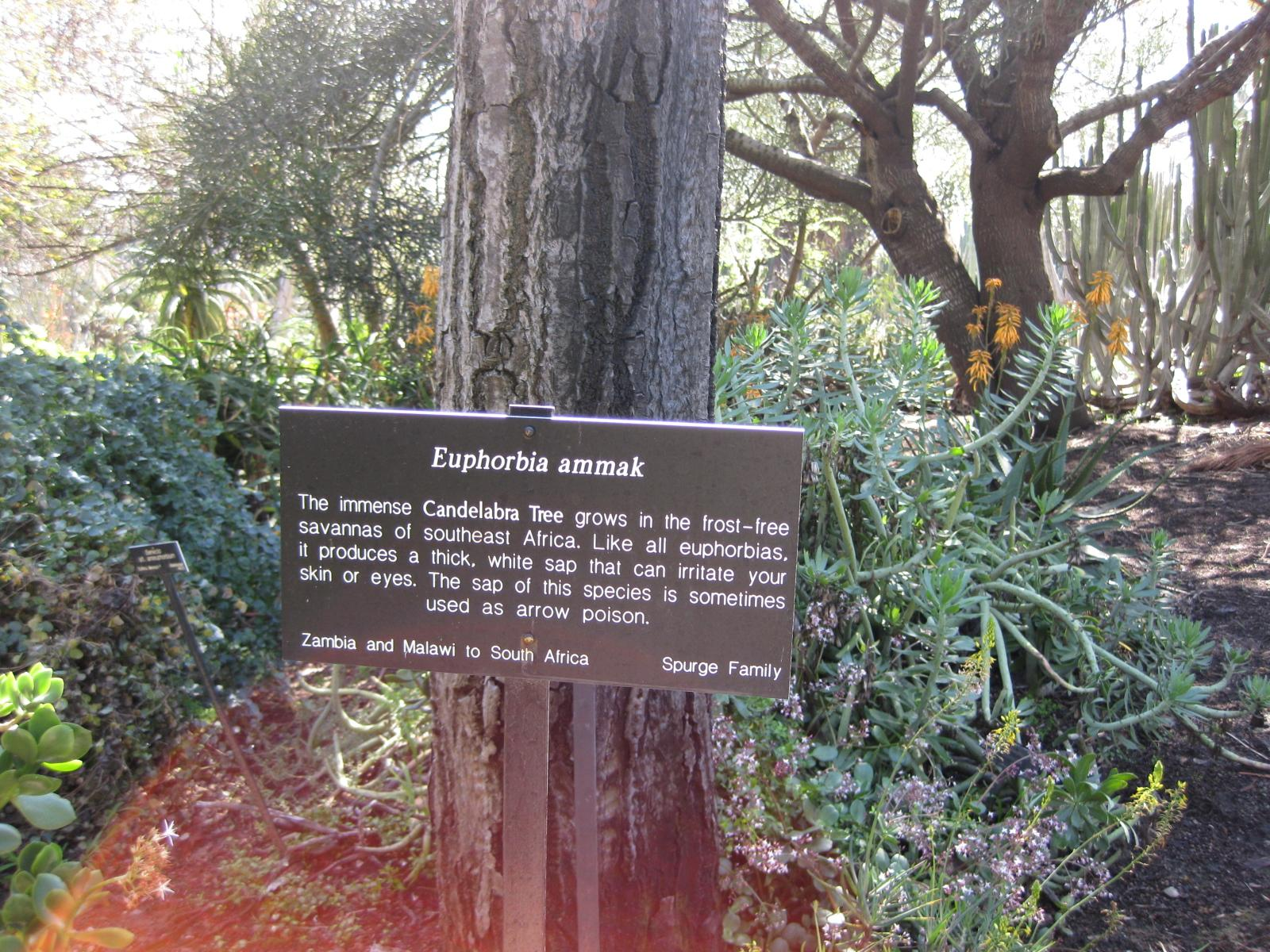